# 크리스틴 매그너슨
크리스틴 마리 매그너슨(영어: Christine Marie Magnuson, 1985년 10월 17일 ~ )은 미국의 국가대표 수영 선수이다.
2008년 베이징 올림픽에서 은메달을 두 개 땄다. 상하이에서 열린 2011년 세계 수영 선수권 대회에서는 금메달을 땄다.

## 같이 보기
- 올림픽 수영 여자 메달리스트 목록